# ハリス鈴木絵美
ハリス 鈴木 絵美（ハリス すずき えみ、1983年 - ）は日本の実業家。
Change.org日本代表。

## 来歴
アメリカ人の父と日本人の母の間に生まれ、高校卒業まで日本で過ごす。アメリカ合衆国に渡りイェール大学に入学。卒業後は、マッキンゼー・アンド・カンパニーのコンサルタントを経て、バラク・オバマの選挙キャンペーンスタッフを務める。選挙後は、1年で3～4回転職するなど自分のキャリアを模索した後、参加型のキャンペーンサイトであるPurposeに入社した。2012年、「Change.org」の日本代表に就任し、日本に帰国。

## 主張・活動
- 2013年8月、松江市教育委員会が「マンガ『はだしのゲン』」を、市の小中学校に閲覧制限を求めた。これに反対する署名活動が、自身が代表を務めるChange.orgで行われたことに関して、「7日で2万人以上の署名が集まって、あんなに展開が速いとは……と私たちも驚いています。」「“参加しないほうが良かった”と言う人はいません。」と発言した[3]。
- Change.orgは、「日本社会を変革するための十字軍」だという[4]。
- 吉松育美に拠れば、日本外国特派員協会で記者会見を開いた後、協力を申し出たという[5]。

## 所属
- Change.org日本代表
- TOKYO ZERO キャンペーン[注釈 1]理事[6]
- TRENDEアドバイザー[7]

## メディア露出
- サンデーモーニング